# Slaget på Fælleden
Slaget på Fælleden var en konfrontation mellem københavnske arbejdere og Københavns politi på Nørrefælled i København den 5. maj 1872. Slaget på Fælleden er en del af historien om socialismens indtog i Danmark, dannelsen af arbejderpartiet, Socialdemokratisk Forbund, og kampen for grundlæggende politiske rettigheder som arbejdernes ret til 8 timers arbejde, 8 timers hvile og 8 timers fritid. Masseslagsmålet, ’slaget på Fælleden’, resulterede i tilskadekomne på begge sider. Det blev indberettet, at 74 husarer og 23 politibetjente var kommet til skade ved stenkast. Ingen blev dræbt.

## Historisk baggrund

### Danmark anno 1871-1872
Fattigdommen på landet og industrialiseringens frembrud havde i 1871-1872 skabt en massiv fattigdom blandt arbejderne i København, ikke mindst i forhold til at den fransk-preussiske krig samtidig skabte store økonomiske muligheder for byens borgerskab. Langt de fleste arbejdere arbejdede og boede under miserable forhold i de nye brokvarterer. Dagligdagene bestod af 12 timers lange arbejdsdage, dog med fri om søndagene. Der var ingen sikkerhed på arbejdspladserne, og mange kunne end ikke få pengene til at række til de basale dagligvarer.
Store dele af befolkningen var udelukket fra at stemme. I Københavnsområdet var der kun 6 %, som kunne stemme mod 14 % på landsplan. Fruentimmere, folkehold, fattige, fremmede, fallenter, fjolser og forbrydere (de syv F'er) havde ikke stemmeret. Hvis man mistede sit arbejde og ikke kunne forsørge sin familie, modtog man fattighjælp eller kom på en af kommunens fattiggårde. Arbejdsløse blev frataget stemmeret. De arbejdere, som havde arbejde, kunne stemme, men mange undlod det, da der ikke var kandidater, de ville støtte, eller også havde de ikke overskud til det.
I Paris havde arbejderne i 1871 taget magten og efter socialistisk forbillede dannet Pariserkommunen. Dette og andre oprør i Frankrig blev slået blodigt ned: Mellem 30.000 og 40.000 mennesker blev slået ihjel i gadekampene, heriblandt kvinder og børn. Den danske regering var ikke interesseret i tilsvarende oprør. Der synes at have været flere diskussioner om, hvordan man bedst kunne modarbejde den spirende arbejderbevægelse, hvilket bl.a. kan ses af politidirektør Crones brev til justitsministeren, A. F. Krieger.
I april 1872 havde 1.200 murersvende og omkring 800 arbejdsmænd indledt en strejke; ("Murerskruen"), for at kræve kortere arbejdstid. Strejken blev langvarig, og det var svært at få samlet penge til de strejkende, så for at opretholde kampgejsten indkaldte den danske afdeling af Internationale til et udendørs arbejdermøde søndag den 5. maj på Nørre Fælled i København.  I Internationales blad Socialisten. den 2. maj blev indkaldelsen til mødet fulgt af artiklen "Maalet er fuldt!" af Louis Pio   På baggrund af indkaldelsen forbød Københavns politidirektør Vilhelm Crone mødets afholdelse. Natten til den 5. maj 1872 blev Louis Pio (1841-1894), der også var stormester (dvs formand for) den danske afdeling af Den Internationale Arbejderforening, sammen med de to andre foreningens sekretær  Harald Brix og dens kasserer Paul Geleff. Statsmagtens indgriben med både politi og beredent militær resulterede i en større konfrontation mellem arbejdere og politiet, 'Slaget på Fælleden'.
Dagen efter var ledelsen af den danske afdeling af Den Internationale Arbejderforening med Pio i spidsen altså fængslet - og oprøret var slået ned. Pio idømtes fængsel i 3 år. Internationale blev forbudt og regeringen prøvede at undertrykke socialisterne uden held, eftersom fagforeningerne stadigvæk blev dannet, og i 1878 blev Socialdemokratisk Forbund stiftet. Ved partidannelsen fik arbejderne et parti til at varetage deres interesser. Efter sin løsladelse bosatte Louis Pio sig i USA, hvor han døde den 27. juni 1894 af tyfus i Chicago.

## Artiklen i "Socialisten"
MAALET ER FULDT!
Snart dages det, Brødre, det lysner i øst! Til Arbejdet fremad i Kor!

Løgn og Bagtalelser i Bladene, ulovlig Fremfærd af Autoriteterne, Had og Forfølgelse fra Kapitalisternes Side, det er den "imødekommenhed", der er vist vore smaa og billige Fordringer af de idiotiske Magthavere. Denne Lejlighed burde gribes, sagde de, for ret at vise Arbejderen, hvor afhængig han er af Kapitalens Naade og Barmhjertighed, for at lade ham føle, hvor let det er for den lille herskende Klike, på aldeles storborgerlovlig Maade at sulte ham ihjel, hvis han ikke bøjer Nakken under aaget, hvis han ikke kryber til Korset og beder om den Naade, at maatte slide som sædvanligt for at forøge Indholdet af Storborgernes velspækkede Pengepunge.
Og hvor ypperligt forstaar vore Modstandere ikke at enes, naar det gælder en saadan Sag! Ministre, Magistrat, Politidirektør, Grundejere og Pengeposemænd, - alle har de faaet travlt med at sammensværge sig mod Folket, alle føler de, at nu gælder det at kvæle Frihedsspiren, ligegyldigt om det skal ske "med eller uden Loven". Derfor løser Ministeriet Murermesteren, der har Det kgl. Teater, fra hans Forpligtelser, derfor opkalder Crone [Københavns politidirektør, red.] hver dag Murersvende, omendskønt de ikke har forset sig, derfor udsætter Magistraten Murerlærlingenes Prøver, og har endog den Frækhed at ville røve Laugenes Penge og gøre Københavns Haandværkere og Arbejdere umyndige, derfor overfalder Ligningskommissionen Murersvendene med Breve, derfor inddriver Grundejerne ubarmhjertigt Huslejen hos de strejkende, derfor skælder Friskolelærerne deres uskyldige Børn ud, derfor nægter Understøttelsesforeningerne at hjælpe de nødlidende blandt dem, derfor falder endelig hele Pressen over dem med Løgn og Skældsord, med Haan og Trusler.
Københavns Arbejdere! Vor ivrigste og mest hadefulde Modstander, redaktør C. Ploug erklærer i "Fædrelandet", at "Samfundets Tarv fordrer på det bestemteste, at dette Forsøg  falder saaledes ud at Arbejderne kommer til bedre erkendelse af deres egen Interesse", det vil med andre Ord sige, at han opfordrer Murermestrene til at sulte deres Svende ud, for at ikke de andre Haandværkere og Arbejdere ogsaa skal faa mod til at forsøge at forbedre deres Kaar!
Skal vi da som Lam lade os føre til Kapitalens Slagterbænk? Skal vi taale at vore Fjender maaske for flere Aar standser vor Fremgang? Nej, det kan københavnske Arbejdere ikke være bekendt! Lad os derfor samle os, Regeringerne plejer jo hvert øjeblik at holde revu over de af deres Undersaatter, som de ved første givne Lejlighed vil ofre på Krigsgalskabens Alter for at tilfredsstille deres Ærgerrighed. Lad os da engang holde Mandtal over alle fri Arbejdere, over alle, som vil hjælpe os i Kampen mod Kapitalen, vi vil da faa at kende vor egen Magt og vore Fjenders Svaghed, samlede i tusindvis vil vi stille vore Fordringer og love hverandre at staa last og brast indtil Sejren er vor!

Men Jer, I Guldets Dyrkere! I de fattiges Udsugere! Eder vil vi endnu en gang tilraabe: "I har i Aartusinder skænket os en bitter Livsdrik, vogt Jer nu, Maalet er fuldt! Lad der ikke komme en eneste Draabe til, eller - det flyder over!

## Politidirektør Crones brev til justitsministeren
Kjøbenhavns Politi-Politikammeret D. 3die Mai 1872
Til Deres Excellence Justitsministeren.
Det er uagtet disse, som jeg har Grund til at antage, paalidelige Beretningers Indhold [brevet er tilsyneladende en del af en dialog, hvori der er fremført kildeudsagn til støtte for ikke at skride ind imod mødet eller Internationale] fremdeles min Mening, at man endelig ikke maa lade denne gunstige Leilighed til at skride ind mod Førerne, og derved slaa hele Bevægelsen need ubenyttet.
Det er meget muligt, at Mødet ved en passiv Optræden fra Politiets Side vilde gaa af uden Forstyrrelse af den offentlige Fred og Orden, men for Følgernes Skyld og af Hensyn til Indtrykket paa den øvrige Befolkning af en Demonstration, motiveret som denne, bør det dog efter min Mening paa ingen Maade tilstedes. 
Overbringeren har Ordre til at være tilstede i Ministeriets Budstue til Deres Excellences Disposition. 
Med Høiagtelse ærbødigst 

V. Crone

## Politidirektør Crones bekendtgørelse af 4. maj 1872 om forbud mod folkemøde den 5. maj 1872 på Nørrefælled
BEKJENDTGJØRELSE FRA POLITIET
I Betragtning af at den saakaldte internationale Arbeiderforening heri Staden ved jevnlige Udtalelser saavel gjennem sit ved Foreningens Love som dens Organ anerkjendte Blad »Socialisten« som ved mundtlige Foredrag dels i dens Møder heri Staden dels i Møder paa forskjellige Steder trindt om i Landet har stillet en Omstyrtning af de bestaaende Samfundstilstande, Statsforfatningen derunder indbefattet, i Udsigt som Noget, der ikke kan undgaaes; samt efterat bemeldte Forenings Bestyrelse i det den 2den d. M. udgivne Nr. 26 af det ovennævnte Blad til samtlige Arbeidere heri Staden og i dens Omegn har ladet udgaae en Opfordring til Afholdelsen af et offentligt Folkemøde paa Nørrefælled førstkommende Søndag den 5te d.M. Kl. 4 Eftermiddag; hvortil kommer, at det samme Nummer af Bladet i en Artikel betitlet »Maalet er fuldt« har motiveret Sammenkaldelsen af det nævnte Møde paa en for det øvrige Samfund truende Maade, bliver bemeldte saakaldte Folkemøde saavelsom ethvert andet offentligt Møde under aaben Himmel, der af den nævnte Forenings Bestyrelse eller af Andre paa dens Vegne maatte blive berammet, i Henhold til Grundlovens § 882 og Lov angaaende Omordning af Kjøbenhavns Politi af 11te Februar 1862 § 93 som farligt for den offentlige Fred og Sikkerhed herved forbudt, og maa Enhver, der ikke desto mindre maatte medvirke til dets Afholdelse eller deltage deri, forvente efter den sidstnævnte Lovbestemmelse at blive anseet med Straf af Bøder indtil 100 Rd. eller simpelt Fængsel indtil en Maaned, Alt forsaavidt han ikke efter den øvrige Lovgivning maatte have forskyldt strengere Straf.
Alle og Enhver, der i Strid med dette Forbud maatte deltage i Opløb eller Sammenstimlen paa offentlig Gade, Vei eller Plads, maa derhos tilregne sig selv, om han, hvis Anvendelse af den offentlige Magt skulde blive nødvendig, derved tager Skade.
Idet jeg udtaler den Forventning, at alle velsindede Borgere ville holde sig borte fra bemeldte ulovlige Forsamling, opfordrer jeg tillige Forældre, Husbonder, Læremestre og Andre i lignende Stilling til efter bedste Evne at forhindre, at de deres Myndighed undergivne Personer gjøre sig skyldige i Overtrædelse af denne Bekjendtgjørelse.
Kjøbenhavns Politikammer, den 4de Mai 1872

V. Crone